# Санто Стефано ин Аспромонте
Санто Стефано ин Аспромонте (итал. Santo Stefano in Aspromonte) је насеље у Италији у округу Ређо ди Калабрија, региону Калабрија.
Према процени из 2011. у насељу је живело 766 становника. Насеље се налази на надморској висини од 740 м.

## Становништво
Према резултатима пописа становништва 2011. у општини је живело 1.247 становника.
| 1931. | 1936. | 1951. | 1961. | 1971. | 1981. | 1991. | 2001. | 2011. |
| ----- | ----- | ----- | ----- | ----- | ----- | ----- | ----- | ----- |
| 2.552 | 2.555 | 2.586 | 2.397 | 2.020 | 1.878 | 1.472 | 1.470 | 1.247 |